# Жар-птица
 Тази статия е за митологичното същество.  За балета на Игор Стравински вижте Жар-птица (балет).  
Жар-птица в славянската митология е вълшебна птица с многоцветни, сияещи като огън пера. Жар-птица е магическа птица, тя е носител на многозначието на магическа чудноватост, щастие, но и в някои случаи на опасност или съдбовност, както и надеждата за изкупление. 
Жар-птица обитава короната на Световното дърво и е вестител на божествената воля, тъй като има способност да мигрира между света на боговете Прав и света на хората Яв. Също така огнената птица охранява плода на живота – златната ябълка, която расте по клоните на Дървото.
За Жар-птица се вярвало също, че може да се преражда. При смъртта си тя се превръщала в пепел, а след това отново можела да се възроди от пепелта. Това вярване е славянското проявление на общо-индоевропейската идея за прераждащата се огнена птица Феникс.

### Допълнителни
- Славянска религия
- Храм на огъня
- Весталки